# Бхаратанатям
Бхаратанатям е разновидност на класическия индийски танц от Южна Индия, възроден през XX в. Думата произлиза от съчетанието на „бхарата“ (на хинди – Индия) и „натям“ (на тамилски – танц).
Бхаратанатям е солов танц, изключително сложен за изучаване, преподаван предимно на момичета и едва в последно време и на момчета. Съставен е от 6 последователни картини по хореографски древен канон. Движението на тялото, лицето и очите са кодирани и изразяват емоции. Сценичното пространство е организирано по правила: музикантите и певците са вляво, а вдясно се издига статуя на Шива в превъплъщението на Натараха (бог на танца). Представлението има продължителност от 2 до 3 часа.

## История в по-ново време
Британските християнски правителства не одобряват тази форма на индийски танц. Една жена – Шримати Рукмини Деви Арундал, го превръща в изкуство. Тя създава школата „Калашетра“ в предградие на Мадрас (днешен Шеннай), за да го обучава наред с други форми на индийското изкуство, например музика. Започва да обучава и мъже.
Рагунат Манет е вероятно един от най-известните и добри индийски танцьори, ученик на Рам Гопал. Той адаптира бхаратанатям за мъжката физика и морфология.